# Giovanni Tonucci
Giovanni Tonucci (Fano, 4 dicembre 1941) è un arcivescovo cattolico italiano, dal 20 maggio 2017 prelato emerito di Loreto.

## Biografia
Nasce a Fano, sede vescovile in provincia di Pesaro e Urbino, il 4 dicembre 1941.
Suo fratello, don Paolo Maria Tonucci, è stato missionario in Brasile dal 1965 al 1994, periodo durante il quale si è strenuamente battuto per i diritti dei poveri contro le usurpazioni della dittatura militare, lotte che gli costarono il titolo di "persona indegna" di ricevere la cittadinanza brasiliana.

### Formazione e ministero sacerdotale
Conseguita nell'estate del 1960 la maturità classica presso il liceo Guido Nolfi di Fano, si trasferisce a Roma dove frequenta il Pontificio Seminario Romano Maggiore.
Terminati gli studi teologici Tonucci viene ordinato sacerdote il 19 marzo 1966 da mons. Costanzo Micci allora vescovo di Larino.
Nel 1968 entra nel servizio diplomatico della Santa Sede e frequenta i corsi propedeutici alla carriera presso la Pontificia Accademia Ecclesiastica proseguendo allo stesso tempo la sua formazione presso l'Università Lateranense, dove consegue due dottorati in teologia e diritto canonico.
Dal 1971 alla fine del 1973 la "carriera diplomatica" lo porta dapprima a Yaoundé in Camerun, poi fra il 1974 e il 1976 è a Londra nel Regno Unito; dal luglio del 1976 è nuovamente a Roma, trasferito presso la I Sezione - Affari Generali della Segreteria di Stato della Santa Sede dove lavora con monsignor Agostino Casaroli, per poi passare, nell'aprile del 1978, alle dipendenze della II Sezione - Rapporti con gli Stati guidata da Achille Silvestrini. Alla fine del 1984 viene assegnato alla nunziatura apostolica di Belgrado nell'allora Repubblica Socialista Federale di Jugoslavia, dove rimane sino all'estate del 1987 quando viene trasferito a Washington negli Stati Uniti.

### Ministero episcopale
Il 21 ottobre 1989 viene nominato arcivescovo titolare di Torcello e nunzio apostolico per la Bolivia; consacrato vescovo il 6 gennaio 1990 da papa Giovanni Paolo II; co-consacranti: mons. Giovanni Battista Re e mons. Myroslav Marusyn.
In Bolivia rimane sino al 9 marzo 1996 quando assume l'incarico di osservatore permanente della Santa Sede presso gli organismi delle Nazioni Unite per l'ambiente e gli insediamenti umani (UNEP/UN-HABITAT) e l'ufficio della nunziatura apostolica a Nairobi, in Kenya.
Dal 16 ottobre 2004 è nunzio apostolico (con sede a Stoccolma) per la Svezia, la Danimarca, la Finlandia, l'Islanda e la Norvegia dove succede a mons. Piero Biggio.
Il 18 ottobre 2007 viene nominato arcivescovo prelato di Loreto e delegato pontificio del santuario della Santa Casa.
Dall'8 marzo 2014 ricopre anche l'incarico di delegato pontificio della basilica di Sant'Antonio in Padova.
Il 20 maggio 2017 viene accolta la sua rinuncia dagli incarichi per raggiunti limiti di età.

## Genealogia episcopale e successione apostolica
La genealogia episcopale è:
- Cardinale Scipione Rebiba
- Cardinale Giulio Antonio Santori
- Cardinale Girolamo Bernerio, O.P.
- Arcivescovo Galeazzo Sanvitale
- Cardinale Ludovico Ludovisi
- Cardinale Luigi Caetani
- Cardinale Ulderico Carpegna
- Cardinale Paluzzo Paluzzi Altieri degli Albertoni
- Papa Benedetto XIII
- Papa Benedetto XIV
- Papa Clemente XIII
- Cardinale Enrico Benedetto Stuart
- Papa Leone XII
- Cardinale Chiarissimo Falconieri Mellini
- Cardinale Camillo Di Pietro
- Cardinale Mieczysław Halka Ledóchowski
- Cardinale Jan Maurycy Paweł Puzyna de Kosielsko
- Arcivescovo Józef Bilczewski
- Arcivescovo Bolesław Twardowski
- Arcivescovo Eugeniusz Baziak
- Papa Giovanni Paolo II
- Arcivescovo Giovanni Tonucci

La successione apostolica è:
- Vescovo Leonardo Mario Bernacchi, O.F.M. (1994)
- Vescovo Peter Kihara Kariuki, I.M.C. (1999)
- Vescovo Salesius Mugambi (2002)
- Vescovo Cornelius Schilder, M.H.M. (2003)
- Vescovo Emmanuel Okombo Wandera (2003)
- Arcivescovo Anthony Muheria (2004)

## Opere
- (EN) Giovanni Tonucci, God's letter to me – 101 questions and answers on the Bible.
- Giovanni Tonucci, Roberto Ansuni et al., Don Paolo, Fano, Fondazione Cassa di Risparmio di Fano, Grapho 5, 2004.
- Giovanni Tonucci, Visioni di un pellegrino. Le foto di Mzee Mwenda, Ediz. italiana e inglese, Velar, 2006, ISBN 88-7135-233-5.
- Giovanni Tonucci e Massimo Ciavaglia, El Vangel cum l'ha scrit San Marc, in dialetto fanese, Fano, Ven. Confraternitas Sanctae Mariae Suffragii, 2007.